# King Kong Bundy
Christopher Alan Pallies (Atlantic City, 7 novembre 1957 – Glassboro, 4 marzo 2019) è stato un wrestler statunitense meglio conosciuto come King Kong Bundy.
È ricordato principalmente per aver lottato nella World Wrestling Federation. È stato inoltre per due volte WCWA World Heavyweight Champion e una volta AWA Southern Heavyweight Champion. Bundy ha vinto anche altri numerosi titoli minori.

## Carriera

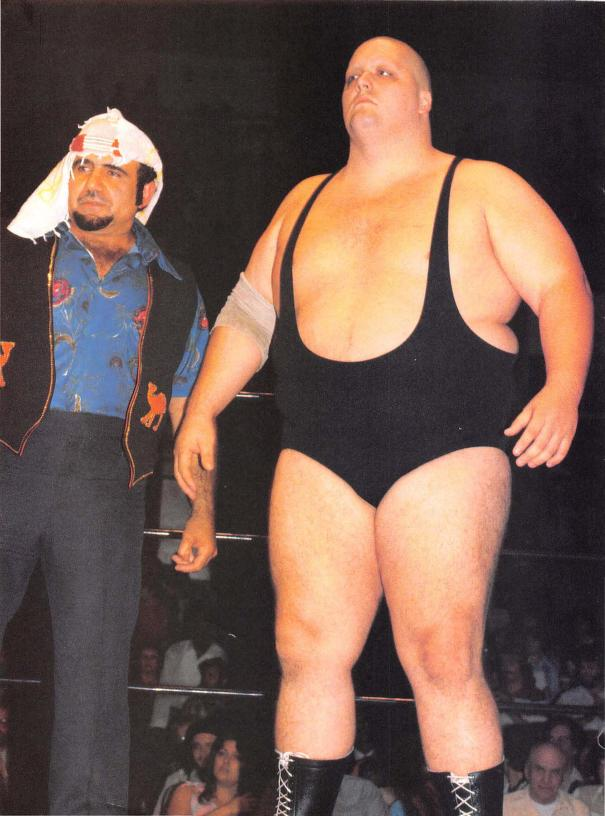
Bundy e Skandor Akbar nel 1983

Pesando 212 kg, King Kong Bundy si presentò nel mondo del wrestling come una presenza imponente, quasi grottesca. Di colorito perennemente pallido e con un corpo completamente glabro, veniva spesso paragonato all'omino della Michelin, in aperto contrasto con il suo costume da lotta nero. L'annunciatore Gorilla Monsoon descriveva Bundy come «un condominio che cammina». Alla cerimonia d'inaugurazione della prima edizione di WrestleMania nel 1985, il commentatore Jesse Ventura sottolineò il fatto che «la schiena di Bundy era talmente grossa che poteva essere usata come schermo per proiettarci i film nei drive-in».
Pallies prese il nome d'arte di King Kong Bundy durante lo svolgimento di una storyline mentre lavorava nella World Class Championship Wrestling. Fu scoperto, allenato e lanciato sulle scene con il nome di Big Daddy Bundy dalla famiglia Von Erich. Portava blue-jeans legati con una corda ed era un face. Dopo una disputa con i Von Erich, Chris Pallies venne reclutato dal manager Gary Hart e il suo personaggio fu totalmente rimodellato diventando il terribile King Kong Bundy, mostro senza cuore e pietà per gli avversari sul ring. Durante il feud con i Von Erich, perse i capelli diventando completamente calvo, tratto che lo contraddistinguerà per tutto il prosieguo della carriera.
Nel 1982 Bundy fu l'ultimo l'avversario sul ring di Fritz Von Erich prima del suo ritiro. Inoltre lottò in varie altre compagnie come American Wrestling Association e Georgia Championship Wrestling dove fece coppia con Masked Superstar e sconfisse i Road Warriors conquistando l'NWA National Tag Team Championship. In questo periodo lottò spesso a Memphis in coppia con Rick Rude e Jim Neidhart, scontrandosi con avversari quali Jerry Lawler.

### World Wrestling Federation (1985-1988)

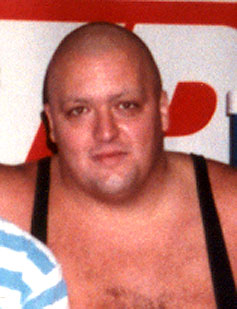
Bundy nel 1985

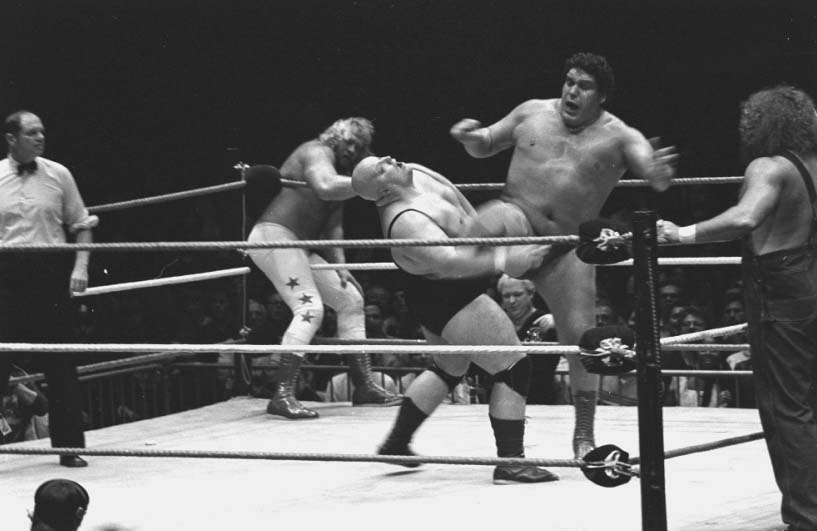
Bundy e Big John Studd contro André the Giant e Hillbilly Jim.

Dopo qualche apparizione in show congiunti prodotti da New Japan Pro-Wrestling e World Wrestling Federation, Bundy esordì ufficialmente in WWF il 16 marzo 1985 a WWF Championship Wrestling, sconfiggendo Mario Mancini. Tra il 1985 e il 1988, ebbe celebri rivalità con André the Giant e con il Campione WWF Hulk Hogan.
Bundy è celebre anche per la sua abitudine di chiedere all'arbitro di contare fino a cinque durante lo schienamento del suo avversario al posto del solito conteggio di tre, per sottolineare il suo completo dominio sul malcapitato di turno. Viene anche ricordato per la seconda vittoria più veloce nella storia di WrestleMania, quando schienò S.D. Jones a WrestleMania I nel 1985. Il match durò in tutto 23 secondi.
Nel 1985 Bundy si scontrò diverse volte con André the Giant, un feud che iniziò quando Bundy interferì in un match di André e lo attaccò brutalmente provocandogli (nella storyline) un serio infortunio allo sterno. Si scontrarono per diversi mesi, i match più interessanti furono un paio di incontri di coppia al Saturday Night's Main Event di fine 1985, dove Bundy e l'altra nemesi di André, Big John Studd, combatterono prima contro André e Tony Atlas e dopo con André e Hulk Hogan.

#### Faida con Hulk Hogan
In un match al Saturday Night's Main Event, Hogan stava combattendo contro Don Muraco quando fu assalito da Bundy e dal suo manager di allora, Bobby “The Brain” Heenan, ciò diede origine ad un feud tra Hogan e Bundy. Secondo l'autobiografia di Hulk Hogan, Hollywood Hulk Hogan, sebbene l'infortunio riportato a causa dell'assalto di Bundy non fosse della gravità di quello presentato sulla scena, e servisse a pubblicizzare la carriera da monster-heel di Bundy, Hogan si fece male realmente, perché Bundy lo aveva dovuto colpire con tutta la forza per far sembrare vero il tutto, e perché Muraco, tenendogli immobilizzate le braccia, non gli permise di proteggersi adeguatamente e quindi lui poté solo trattenere il fiato e contrarre tutti i muscoli cercando di assorbire l'impatto. Come risultato, Hogan disse che sentì scricchiolare tutte le sue costole, e che il dolore lo fece svenire realmente. (Hogan racconta anche che in ospedale gli vennero diagnosticate solo fratture superficiali ad alcune costole). Il feud culminò in uno Steel Cage Match con in palio il titolo di campione del mondo a WrestleMania II a Los Angeles, che fu vinto da Hogan. Nel DVD, Hollywood Hulk Hogan: Hulk Still Rules, Hogan definisce Bundy: «Un bravo ragazzo, ma forte come un diavolo!» Durante il loro feud, Bundy frequentemente si riferì ad una fantomatica "Bundymania" per prendere in giro la famosa "Hulkamania" di Hogan.
Un anno più tardi, a WrestleMania III, Bundy schiacciò al tappeto il lottatore nano Little Beaver (Lionel Giroux), ed infierì su di lui venendo squalificato. In una intervista del 1998, King Kong Bundy disse che sperava di non essere stato responsabile della prematura morte di Giroux, dicendo che non voleva averlo sulla coscienza. Nel novembre 1987, Bundy sconfisse Hulk Hogan per conteggio fuori dal ring in una puntata di Saturday Night's Main Event. Bundy lasciò la WWF nel 1988 dopo una sconfitta contro Hogan nel rematch dello stesso incontro.

### Semi-ritiro (1988-1994)
Dopo l'abbandono della WWF nel 1988, Bundy entrò in una fase di semi-ritiro dal ring, lottando solo in pochi sporadici match. Nel 1993 prese parte al main event dello show della Eastern Championship Wrestling November to Remember apparendo come partner misterioso di Terry Funk in un tag team match perso contro Road Warrior Hawk & Sabu. Il 13 maggio 1994, Bundy sconfisse Papa Shango nella NWA New Jersey. Nell'estate 1994, fece un paio di presenze nella United States Wrestling Association ed ebbe inoltre un feud con "Friendly" Frank Finnegan nella WWA nel 1994.

### Ritorno in WWF (1994-1995)

#### Faida con The Undertaker

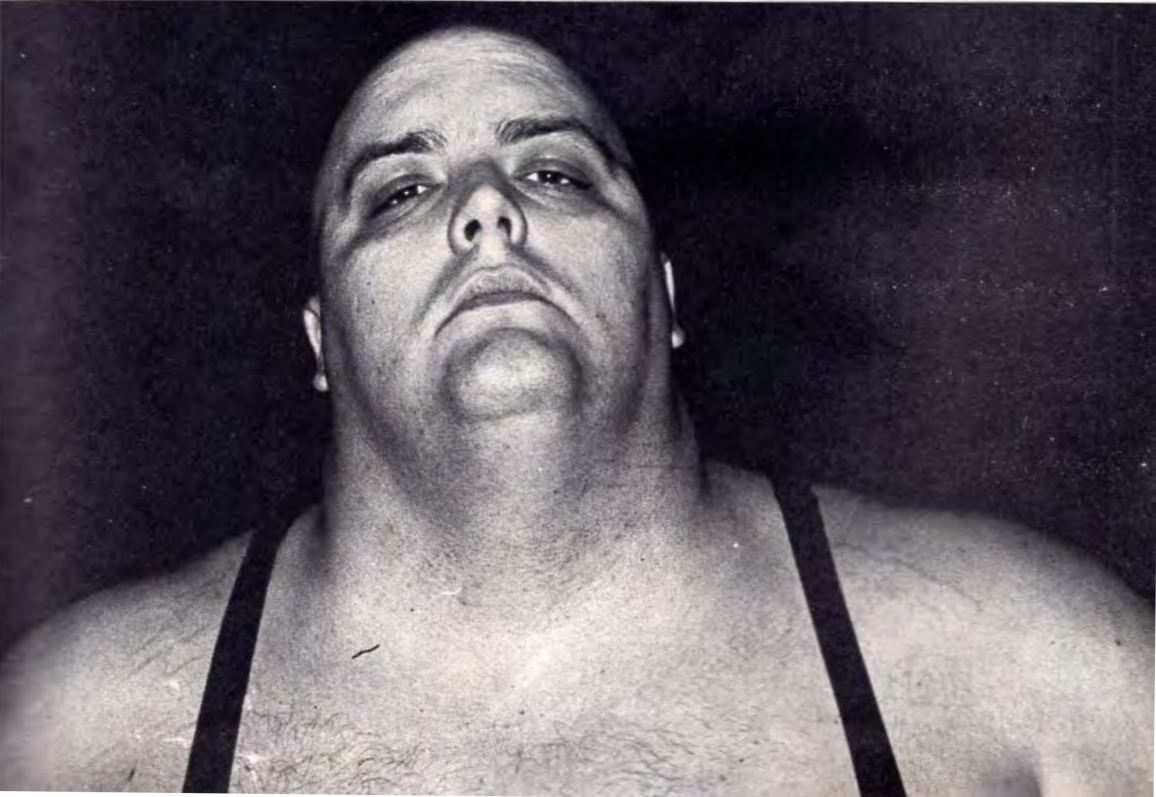
King Kong Bundy (1984)

Nel 1994, King Kong Bundy fece il suo ritorno nella WWF come membro della Million Dollar Corporation capeggiata da Ted DiBiase. Durante le annuali Survivor Series, fu uno dei due sopravvissuti (insieme a Bam Bam Bigelow, altro membro della Corporation) del match che vedeva il suo team contrapposto alla squadra "Guts and Glory" di Lex Luger. Bundy venne quindi accreditato come favorito nella Royal Rumble 1995, ma in essa resistette solo tre minuti prima di venire eliminato da Mabel, altro peso massimo. Nonostante un feud con The Undertaker che culminò in un match a WrestleMania XI (vinto dal becchino), Bundy non riscosse lo stesso successo di un tempo.

### Circuito indipendente (1995-2007)
King Kong Bundy ha continuato negli anni, a combattere in svariate federazioni indipendenti degli Stati Uniti. Le rivalità più importanti sono state quelle con "Superfly" Jimmy Snuka, Doink the Clown, e Tom Brandi. Nel 1999, ha vinto il titolo AWA Superstars of Wrestling Heavyweight Championship battendo Jon A. Stewart alias Jonnie Stewart, in un match che Stewart definì: «La punizione più brutale che abbia mai subito».
Ha combattuto il suo ultimo match nel 2007, dove ha vinto contro Richard Byrne.

## Carriera attoriale
Dopo aver partecipato in un piccolo ruolo al film Un folle trasloco con Richard Pryor nel 1988, Bundy intraprese la carriera di attore comico, recitando principalmente in sitcom televisive. Il 24 aprile 2008, partecipò a un programma della televisione norvegese intitolato Golden GOAL!.

## Vita privata
Pallies era sposato, e aveva un figlio di nome David.
Nel luglio 2016, Pallies fece causa alla WWE affermando che molti wrestler avevano subito "danni neurologici permanenti" a seguito della negligenza della compagnia nell'assicurare la sicurezza dei propri dipendenti e per "aver sminuito e nascosto la reale gravità di tali infortuni". La causa venne discussa dall'avvocato Konstantine Kyros, coinvolto in passato in numerose altre cause legali contro la WWE. Il procedimento è stato archiviato dal giudice Vanessa Lynne Bryant nel settembre 2018.
Pallies era un amante dei gatti, e all'epoca della sua morte ne possedeva circa 10.

### Morte
Il 4 marzo 2019, David Herro, suo amico di lunga data, ha diffuso su Facebook la notizia del decesso di Pallies per complicazioni dovute al diabete. Aveva 61 anni.
Nei momenti immediatamente successivi alla diffusione della notizia, Mick Foley lo ha ricordato in un tweet: «Sono dispiaciuto per la scomparsa di King Kong Bundy. Era così incredibile per me quando lo vidi per la prima volta nello spogliatoio nel 1986, quando non ero ancora nessuno». Pallies è sepolto nel cimitero Hillcrest Memorial Park di Hurffville, New Jersey.

## Influenza culturale
Il nome sul ring di Pallies ha ispirato il cognome della famiglia della sitcom della FOX Sposati... con figli (Married... with Children), e Bundy ha fatto anche due apparizioni nello show. Quando fu chiesto loro se il nome della famiglia fosse stato tratto dal cognome del serial killer Ted Bundy, i produttori risposero che il nome l'avevano preso da un altro Bundy, "quello buono".

## Personaggio

### Mosse finali
- Condominium Crash (Running corner body splash)
- Big Splash (Bundy diceva sempre all'arbitro di contare fino a "5" invece del consueto "3" quando schienava il suo avversario, così da rendere palese la sua totale superiorità)

### Soprannomi
- "The Walking Condominium"

### Manager
- Jimmy Hart
- Bobby Heenan
- Ted DiBiase
- Kenny Casanova
- Paul Ellering

## Titoli e riconoscimenti
AWA Superstars of Wrestling
- AWA Heavyweight Championship (1)

Continental Wrestling Association
- AWA Southern Heavyweight Championship  (1)
- AWA Southern Tag Team Championship (1) - in coppia con Rick Rude

Georgia Championship Wrestling
- NWA National Tag Team Championship (1) - con The Masked Superstar

Maryland Championship Wrestling
- MCW Heavyweight Championship (1)

NWA New York
- NWA New York Heavyweight Championship (1)

Pro Wrestling Illustrated
- 124º tra i 500 migliori wrestler singoli nella "PWI Years" (2003)

Richmond Championship Wrestling
- RCW Heavyweight Championship (1)

Top Rope Wrestling
- TRW Heavyweight Championship (1)

World Class Championship Wrestling
- NWA American Heavyweight Championship (2)
- NWA American Tag Team Championship (2) - con Bill Irwin (1) e con Bugsy McGraw (1)

World Wide Wrestling Alliance
- WWWA Heavyweight Championship (1)[18]

World Wrestling Federation
- Slammy Award (2)
  - Bobby "The Brain" Heenan Scholarship Award (1987) con Haku, Tama, André the Giant, Hercules e Harley Race
  - Most Evolutionary (1994) – a pari merito con Gorilla Monsoon

## Filmografia
- Sposati... con figli (Married... with Children) - serie TV, 2 episodi (1988-1995)
- Un folle trasloco (Moving), regia di Alan Metter (1988)
- Weird Science - serie TV, 1 episodio (1996)
- Bill's Seat, regia di Karl Shefelman - cortometraggio (2002)
- Fight the Panda Syndicate, regia di Jason J. Dale (2008)
- The Swerve - serie TV, 1 episodio (2014)